# Leonardo Renan Simões de Lacerda
Leonardo Renan Simões de Lacerda, vagy egyszerűen Léo  (Contagem, 1988. január 30. –) brazil labdarúgó, a Cruzeiro hátvédje.